# Animal and Plant Health Inspection Service

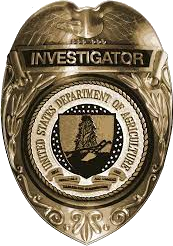
Plaque d'agent enquêteur.

Le Service d'inspection sanitaire des animaux et des plantes (Animal and Plant Health Inspection Service ou APHIS) est une agence du département de l'Agriculture des États-Unis (USDA) chargée de protéger la santé et la valeur de l'agriculture et des ressources naturelles américaines.
La mission confiée à cette agence est multiple :  assurer la protection sanitaire de l'agriculture des États-Unis, la réglementation des organismes génétiquement modifiés, l'administration de la Loi sur le bien-être des animaux (Animal Welfare Act, qui ne concerne pas les animaux d'élevage), et la gestion des atteintes à la faune sauvage. Ces efforts contribuent à la mission générale de l'USDA, qui est de protéger et de promouvoir l'agro-alimentaire, l'agriculture et les ressources naturelles des États-Unis, ainsi que les questions connexes.